# Scrobigera chinensis
Scrobigera chinensis är en fjärilsart som beskrevs av Jordan 1909. Scrobigera chinensis ingår i släktet Scrobigera och familjen nattflyn. Inga underarter finns listade.